# جان وین (ترانه)
«جان وین» (به انگلیسی: John Wayne) ترانه‌ای توسط خواننده آمریکایی لیدی گاگا برای پنجمین آلبوم استودیویی او جوآن (۲۰۱۶) است. گاگا ترانه را با همکاری مارک رانسون، بلادپاپ و با ترانه‌سرایی اضافی جاش هوم تهیه و نوشته است. نماهنگ ترانه در ۸ فوریه ۲۰۱۷ از طریق اپل موزیک و با کارگردانی یوناس اوکرلند منتشر شد.

## اجراهای زنده
گاگا ترانه «جان وین» را همراه با ترانه «ا-یو» در ویکتوریا سیکرت فشن شو (۲۰۱۶) اجرا کرد.

## موزیک ویدیو
نماهنگ ترانه در ۸ فوریه ۲۰۱۷ از طریق اپل موزیک و با کارگردانی کارگردان سوئدی یوناس اوکرلند منتشر شد.

## نمودار
| نمودار (۲۰۱۶–۱۷)                       | موقعیت رتبه |
| -------------------------------------- | ----------- |
| مجارستان (۴۰ تک‌آهنگ برتر)              | ۳۴          |
| تک‌آهنگ‌های بریتانیا (شرکت آفیشال چارتس) | ۱۸۰         |